# 学園祭学園
学園祭学園（がくえんさいがくえん）は、日本のバンドである。

## メンバー
青木佑磨（あおき ゆうま、1986年2月14日 – ）  アコースティックギター・ボーカル
全ての曲の作詞、阿部・小松の作曲した曲を除く全ての作曲を担当。本業は編集プロダクション所属のライター。本業とバンド活動の傍ら、ラジオパーソナリティー・MCなど活躍の場を他方面に広げている。2017年6月1日をもってアトミックモンキーの所属となった。

市川太一（いちかわ たいち、1985年4月26日 – ） ベース
本業は青木と同じ会社に所属するライター（入社は青木より先）。アイカツ！などの楽曲レビューに定評がある。ヴィムス所属の声優市川太一は同姓同名の別人。
使用機材
・エフェクター(順不同)
One Control Iguana Tail Loop 2(ループスイッチャー)
One Control Minimal Series Pedal Board Junction Box(ジャンクションボックス)
COUNTRYMAN TYPE85(ダイレクトボックス)
One Control Distro All In One Pack Black(パワーサプライ)
KORG pitchblack PB-01(チューナー)
PEDALOGIC BUFF4(プリアンプ)
HAO BASS LINER(プリアンプ)
XOTIC Bass RC Booster(ブースター)
BOSS GE-7(イコライザー)
One Control Hooker's Green Bass Machine(オーバードライブ)
MXR M89 Bass Overdrive(オーバードライブ)
Electro Harmonix Bass Balls(エンベロープフィルター)
BOSS LMB-3 waxx mod(コンプレッサー)
DIGITECH BASS SYNTH WAH(オートワウ)

阿部草介（あべ そうすけ、1988年6月3日 – ） ラテンパーカッション・コーラス
「ハック」「ダイセカイ」「黄昏間際」「any love, anymore」「杏」「その名は未来」の作曲、「その名は未来（ユートピアだより収録）」の歌唱を担当。カホン・シェイカー・タンバリン・コンガ・ボンゴ・フレクサトーン・ビブラスラップ・クラベス・クラスターチャイム・トライアングルなど多数の打楽器を担当し、ライブでは楽曲によってはアコースティックギターをも担当する。過去、仮面ライターというPNにてえじけんアニラジ検定の第3位に輝いている。なお、本業はエンジニアである。

栗田優（くりた ゆう、1992年3月17日 – ） ドラム
「その名は未来（きみがすき。収録）」のみ歌唱を担当。ドラマー内田稔の門下生。内田稔の紹介で学園祭学園に後から加入した。2019年4月より超!A&G+にて「栗田優の本気!アニラブ」を担当することになり、事務所に所属している青木以外のメンバーで初めてのソロ活動を行うこととなった。

### 元サポートメンバー
小松秀行（こまつ ひでゆき、非公開）  エレキギター・コーラス・その他（写真撮影など）
バンド「ブラボーカフェ」のメンバー。「まぼろし音楽」「祭囃子がきこえる」「ソーゾーシーン」「ユートピアをさがして」の作曲を担当。学園祭学園の正式メンバーではないがパーマネントに参加しており、なくてはならない存在。サポートメンバーとして参加する際は常に猫帽子を被っている。
2020年9月頃より活動を一時休止していたが、2022年12月29日をもって正式にサポート契約を終了した。

## 来歴
2007年
- 12月、あさがやドラムで開催されている企画ライブ「アコギな夜」でソロ出演していた青木に阿部、市川がサポートで参加。以降、アコースティックバンド編成が活動の基本となる。

2008年
- 12月29日、Shibuya O-nestにて行われた「ポアロジャンボリー2008〜2009」に出演。ステージ上でバンド名を訪ねられ「学園祭学園」と答えたことから以降「青木佑磨と学園祭学園」として活動。

2009年
- 8月18日、東高円寺カットウにて自主企画「第一回 学園祭学園学園祭」を開催。
- 10月11日、新中野Waniz Hallにて「第二回 学園祭学園学園祭」を開催。

2010年
- 2月2日、CLUB HEAVY SICKにて「第三回 学園祭学園学園祭」を開催。
- 5月15日、阿佐ヶ谷Yellow Visionにて「第四回 学園祭学園学園祭」を開催。また同ライブにて青木佑磨、humandog、ブラボーカフェによるスプリットシングル「学園祭学園学園祭のしおり」を発売。

2011年
- 4月、正式に名義を「学園祭学園」として活動開始。
- 7月、学園祭学園の1stシングル「まぼろし音楽／祭囃子がきこえる」発売。

2012年
- 9月、栗田が加入しバンド編成になる。

2014年
- 2月25日、学園祭学園1stアルバム「ユープケッチャ」発売。
- 5月11日、レコ発記念として初のワンマンライブ「学園祭学園大学園祭」を代々木Zher the ZOOにて開催。
- 11月9日、小尾元政、鷲崎健らと共に「アコギな夜」の大阪公演をLIVE HOUSE D'にて開催。
- 11月23日、下北沢mona recordsにて「第五回 学園祭学園学園祭」を開催。

2015年
- 9月23日、渋谷TAKE OFF 7にて「アイドルと学園祭学園」を開催。同ライブにて共演の3776とのコラボシングル「まぼろし音楽」を発売。

2016年
- 7月18日、下北沢mona recordsにて「鷲崎健と学園祭学園」を開催。
- 8月27日、長野県長和町にて行われた「ウイスキー＆ビアキャンプ長和町2016」に出演。
- 12月11日、学園祭学園の2ndシングル「フェスタ」を『「鷲崎健のヨルナイト×ヨルナイト」イベント2016冬』物販において先行販売。

2017年
- 4月、「学園祭学園の本気!アニラブ」がスタート。学園祭学園初のレギュラー番組。
- 4月29日、六本木VARITにて「学園祭学園お昼休みワンマンショウ」を開催。
- 6月1日、青木がアトミックモンキー所属となる。
- 7月、2007年1月より青木個人あるいは学園祭学園として毎月出演していた「小尾元政 Presents アコギな夜」を初欠席、以後不定期出演となる。
- 8月、bpm EXTRA STAGE「TRINITY」主題歌として「嘘」を提供。
- 10月、「学園祭学園プレゼンツ 喋れ!学園祭」がスタート。
- 10月22日、「鷲崎健のヨルナイト×ヨルナイト」番組イベント「ヨナヨナフェス」に参加、会場にて3rdシングル「嘘」を先行発売。

2018年
- 6月20日、「学園祭学園初期音源集 ユーモラス・ユーモラス」発売。横浜・新宿・神戸にてリリースイベントを行う。
- 8月4日、「鷲崎健のヨルナイト×ヨルナイト」番組イベント「「鷲崎健のヨルナイト×ヨルナイト」のイベント ~2018 夏休み」に参加。
- 10月6日、会津大学にて行われた学園祭「蒼翔祭」に出演。
- 11月10日、大阪 LIVE HOUSE Rumioにて行われた「みんながすきなおんがく。」に出演。

2019年
- 4月、「栗田優の本気!アニラブ」がスタート。栗田初の単独レギュラー番組。
- 7月7日、あさがやドラム15周年・アコギな夜17周年記念として開催された「アコギな夜 Anniversary ～20周年に向けてよろしくね～」に出演。
- 8月10日、福島県伊達市保原町にて行われた「ほばらサマーフェスティバル2019」に鷲崎健と共に出演。
- 8月27日、「学園祭学園プレゼンツ 喋れ!学園祭」100回記念生放送にて、ニューシングルの発売及び2019年10月14日開催の「アニ玉祭2019スペシャルステージ～鷲崎健ヨナヨナ・フェス」での先行発売と、年内のニューアルバム発売を発表。
- 11月23日、学園祭学園YouTubeチャンネルにて生配信「学園祭学園のユートピア通信」を開始。「学園祭学園のユートピア通信 vol.0.1」内でニューアルバムは発売が延期となり、2020年1月発売となると発表。

2020年
- 1月1日、市川がnoteアカウントを開設。
- 1月12日、「学園祭学園のユートピア通信2020」内で栗田のInstagramアカウント開設及び阿部のゲーム配信YouTubeチャンネル「学園祭学園ゲーム部」の開設を発表。
- 1月29日、「ユートピアだより」発売。池袋・横浜にてリリースイベントを行う。
- 2月2日、企画ライブ 「学園祭学園×ブラボーカフェ ツーマンライブ」に出演。
- 3月、2019新型コロナウイルスの感染拡大を受け、3月6日に開催予定だった「学園祭学園ライブ 2020神戸」・3月7日に開催予定だった「『ユートピアだより』リリースイベントタワーレコードNU茶屋町店／難波店」・3月15日に開催予定だった「学園祭学園『ユートピアだより』レコ発ライブ in 名古屋」・4月5日及び4月12日に開催予定だった「学園祭学園『ユートピアだより』レコ発ライブ in 代官山」の中止を発表。
- 3月15日、期間限定月額課金制ファンクラブサイト「学園祭学園『月謝』」を立ち上げ。
- 4月15日、学園祭学園公式グッズの通販をboothにて開始。
- 6月25日、月額課金制ファンクラブサイト「学園祭学園『月謝』」のコンテンツ公開を終了。

## ディスコグラフィ
※順位はオリコンランキング最高位。

### スプリットシングル
| 発売日        | タイトル                 | 規格品番   | 収録曲     |
| ------------- | ------------------------ | ---------- | ---------- |
| 2010年5月15日 | 学園祭学園学園祭のしおり | (自主制作) | いっせーの |

### 参加作品
- ポリビュート2／学園祭学園とサワダユウ(humandog)
  - Air♡check! (カバー曲:ポアロ 2nd album「USO800」より)
  - BANG! (カバー曲:ポアロ 2nd album「USO800」より)
  - スイッチ (カバー曲:ポアロ 4th album「ふっかつのじゅもんがちがいます」より)
- ANIme SONg ACOustic LIVE2011／あさがやドラム[42]
  - だって、大好き! (カバー曲:天使になるもんっ!オープニングテーマより)
- 星屑フライト／福尾美佳 ～文化放送・超!A&G+「本気!アニラブ」第10期オープニングテーマ～
  - any love, anymore (作詞:青木佑磨、作曲:阿部草介、編曲:サワダユウと学園祭学園)
- きみがすき。／吉野瑞穂 ～文化放送・超!A&G+「本気!アニラブ」第14期オープニングテーマ～
  - その名は未来 (作詞:青木佑磨、作曲:阿部草介、編曲:サワダユウと学園祭学園)

#### 演奏参加
- ヨナヨナ～Yoke of Nights～／鷲崎健
  - Babyにならないで (アコースティックギター:鷲崎健・青木佑磨、ベース:市川太一、パーカッション:阿部草介、スネアドラム:栗田優)
- LOVE／井口裕香
  - めっちゃ好っきゃもん! (アコースティックギター:野中則夫、エレキギター:玉川雄一、ベース:笠原直樹、パーカッション:阿部草介)
- OOps!!／えなこ×青木佑磨
  - キミに♡メタモルフォーゼ (エレキギター:玉川雄一、ベース:市川太一)
- a Day／駒形友梨
  - シングデイズ (ギター:鈴木裕明、パーカッション:阿部草介、ドラム:北村望)
  - call me today (パーカッション:阿部草介)

## 出演

### ライブ・イベント

#### 主催
- 第一回 学園祭学園学園祭 (2009年8月18日、東高円寺カットウ)
- 第二回 学園祭学園学園祭 (2009年10月11日、新中野Waniz Hall)
- 第三回 学園祭学園学園祭 (2010年2月2日、CLUB HEAVY SICK)
- 第四回 学園祭学園学園祭 (2010年5月15日、阿佐ヶ谷Yellow Vision)
- 学園祭学園大学園祭 (2014年5月11日、代々木Zher the ZOO)[43]
- 学園祭学園授業参観 (2014年9月6日、あさがやドラム)
- 第五回 学園祭学園学園祭 (2014年11月23日、下北沢mona records)[6]
- 3776と学園祭学園 (2015年2月8日、下北沢mona records)[44]
- アイドルと学園祭学園 (2015年9月23日、渋谷TAKE OFF 7)[7]
- 第二回 学園祭学園授業参観 (2015年11月3日、下北沢mona records)[45]
- 年忘れ!学園祭学園お昼休みワンマンショウ～給食～ (2015年12月23日、下北沢mona records)
- 鷲崎健と学園祭学園 (2016年7月18日、下北沢mona records)[8]
- 学園祭学園お昼休みワンマンショウ (2017年4月29日、六本木VARIT.)[14]

#### ライブ
- 小尾元政 Presents アコギな夜 (毎月第四火曜日 [注 2]・不定期出演、あさがやドラム)
- みゅーじっくちゃーじ Vol.5 (2008年9月24日、高円寺HIGH)
- ポアロジャンボリー 2008～2009 (2008年12月31日、Shibuya O-Nest)
- スキだらけ温泉 (2010年4月28日、新高円寺CLUB LINER)[46]
- ギリギリアウト 1stライブ(仮) (2010年11月6日、赤坂MOVE)
- おしゃべり！おしゃべり！ (2011年2月26日、下北沢Laguna)[47]
- 『アニソンアコースティック Live2011』収録ライブ① (2011年11月3日、あさがやドラム)
- 『アニソンアコースティック Live2011』発売ライブ (2011年12月10日、あさがやドラム)
- ― (2012年7月10日、新宿 Nine Spices)
- ― (2012年9月5日、新宿 Nine Spices)
- たらりらんと愉快な仲間たちvol.3〜『ぜんぶスキ！』発売記念〜 (2012年12月4日、渋谷 RUIDO K2)
- カラフルパーティー (2013年05月19日、あさがやドラム)
- 代々木にて待つDAI-DAGEKI!! (2014年4月13日、代々木Zher the ZOO)[48]
- あさがやアコースティク・ギグ ～あさがやドラム10thSP～ (2014年7月5日、あさがやドラム)
- DESK NEIGHBER'S HOLIDAY (2014年9月15日、下北沢mona records)[49]
- アコギな夜SP～アコギな大阪遠征～ (2014年11月9日、LIVE HOUSE D')[5]
- ウイスキー＆ビアキャンプ長和町2016 (2016年8月27日、ブランシュたかやまスキーリゾート)[9]
- 『学園祭学園初期音源集 ユーモラス・ユーモラス』発売記念ミニライブ (2018年6月19日、タワーレコード横浜ビブレ店)[20]
- 『学園祭学園初期音源集 ユーモラス・ユーモラス』発売記念ミニライブ (2018年7月2日、タワーレコード新宿店)[21]
- 会津大学 蒼翔祭「学園祭学園 in 学園祭」 (2018年10月6日、会津大学)[24]
- みんながすきなおんがく。 (2018年11月10日、LIVE HOUSE Rumio)[25]
- 学園祭学園リリースイベント in タワーレコード神戸店 (2018年11月11日、タワーレコード神戸店)[22]
- アコギな夜 Anniversary ～20周年に向けてよろしくね～ (2019年7月7日、あさがやドラム)[27]
- ほばらサマーフェスティバル2019 (2019年8月10日、陣屋通り・チンチン電車広場)[28]
- 学園祭学園「ユートピアだより」発売記念ミニライブ＆特典お渡し会＠タワーレコード池袋店 (2020年1月28日、タワーレコード池袋店)[35]
- 企画ライブ 「学園祭学園×ブラボーカフェ ツーマンライブ」 (2020年2月2日、Rock Joint GB)[37]
- 学園祭学園 『ユートピアだより』リリース記念イベント ミニライブ+特典会＠タワヨコ  (2020年2月8日、タワーレコード横浜ビブレ店)[36]

#### 番組イベント
- 学園祭学園プレゼンツ 喋れ!学園祭
  - 『喋って歌え!学園祭』 (2017年12月30日、文化放送メディアプラスホール)[50][51]
  - 『喋って歌え!学園祭 PARTⅡ』 (2018年4月15日、文化放送メディアプラスホール)[52]
  - 『喋って歌え!学園祭 PARTⅢ』 (2018年7月1日、文化放送メディアプラスホール)[53]
  - 『喋って歌え!学園祭 PARTⅣ』～蘇れ!青木佑磨のミュージック+30～／～埋まれ!サイエンスホール～ (2018年12月16日、科学技術館サイエンスホール)[54][55]
  - 『喋って歌え!学園祭 PARTⅤ』～なにこれ!嘘番組～／～これこれ!番組イベント～ (2019年4月28日、科学技術館サイエンスホール)[56]
  - 『喋れ！学園祭 公開録音』～第1部 オープンエンド～／～第2部 講義～／～第3部 喋れ！火曜曲～／～第4部 以下、フリートーク～ (2019年9月15日、文化放送メディアプラスホール)[57]
  - 『喋れ！学園祭 トークイベント』 (2019年12月29日、文化放送メディアプラスホール)[58]

#### ゲスト・バッキング出演
- わしみず～東京オリンピック対決～ (2015年5月24日、渋谷TAKE OFF 7)
- 浅沼晋太郎・鷲崎健の「思春期が終わりません」トークイベント(仮) (2015年7月4日、科学技術館サイエンスホール)
- 浅沼晋太郎・鷲崎健の「思春期が終わりません」トークイベントVol.2 (2016年6月11日、科学技術館サイエンスホール)
- 鷲崎健のヨルナイト×ヨルナイトイベント2016 冬 夜の部 (2016年12月11日、メルパルクホール東京)
- A&Gサタデーライブ! #1 (2017年4月8日、文化放送1Fサテライトプラス)
- 浅沼晋太郎・鷲崎健の「思春期が終わりません」トークイベントVol.3 (2017年5月20日、科学技術館サイエンスホール)
- A&Gサマーフェスティバル2017 スペシャルライブ (2017年8月13日、文化放送1Fサテライトプラス)
- アニ玉祭2017 スペシャルステージ「ヨナヨナ・フェス」 (2017年10月22日、大宮ソニックシティ)
- A&Gオールスター2017・スペシャルライブ! (2017年11月19日、パシフィコ横浜)
- 浅沼晋太郎・鷲崎健の「思春期が終わりません」トークイベント -THE FINAL- (2018年1月7日、科学技術館サイエンスホール)
- 鷲崎健のアコギFUN!クラブ #15 (2018年6月15日、恵比寿CreAto)
- 鷲崎健のアコギFUN!クラブ #16 (2018年7月13日、恵比寿CreAto)
- 思春期が終わりません!!～発売記念イベント (2018年8月4日、メルパルクホール東京)
- 鷲崎健のヨルナイト×ヨルナイトのイベント～2018 夏休み (2018年8月4日、メルパルクホール東京)[23]
- 鷲崎健のアコギFUN!クラブ #19 (2018年10月19日、白金高輪SELENE b2)
- 浜松町 グリーンサウンドフェスタ～浜祭～2018 IN 東京タワーステージ 第二部／第三部 (2018年11月3日、東京タワー)
- 鷲崎健のアコギFUN!クラブ #23 (2019年2月22日、恵比寿CreAto)
- 「思春期が終わりません！！」奄美DVD発売記念イベント 第二部 トークイベント (2019年7月13日、科学技術館サイエンスホール)
- アニ玉祭2019 スペシャルステージ～鷲崎健ヨナヨナ・フェス (2019年10月14日、大宮ソニックシティ)
- 鷲崎健のアコギFUN!クラブ #31 (2018年10月18日、白金高輪SELENE b2)
- 鷲崎健のアコギFUN!クラブ #33 (2019年12月13日、恵比寿CreAto)

### ラジオ・Web番組

#### 放送中
- 学園祭学園のユートピア通信（2019年11月23日 - 、YouTube）※不定期配信
- 学園祭学園ゲーム部（2020年1月12日 - 、YouTube）※不定期配信
- 喋れ!!学園祭（2025年4月5日 - 、YouTube）

#### 終了・特番
- 学園祭学園のミュージック＋プレミアム（2016年12月30日、超!A&G+）[59]
- 本気!アニラブ（第10期・火曜日）（2017年4月4日 - 9月26日、超!A&G+・AG-ON Premium）
- 本気!アニラブ（第14期・火曜日）（2019年4月2日 - 9月24日、超!A&G+・AG-ON Premium）※栗田のみ出演[26]
- 小松秀行個人SHOWROOM（2019年8月6日・2020年1月19日、SHOWROOM）[60]
- 学園祭学園プレゼンツ 喋れ!学園祭（2017年10月3日 - 2025年3月29日、超!A&G+）[16]

#### ゲスト
- A&G ARTIST ZONE 鷲崎健の2h（2011年7月15日、超!A&G+）
- A&G ARTIST ZONE 鷲崎健の2h（2014年5月2日、超!A&G+）
- 鷲崎健のヨルナイト×ヨルナイト（2016年12月8日、超A&G+・ニコニコ生放送）
- A&G ワンダフルサタデー（2017年1月21日、超!A&G+）
- A&G サタデーライブ（2017年4月8日、超!A&G+）
- A&G サマーフェスティバル2017 スペシャルライブ（2017年8月13日、超!A&G+）
- A&Gリクエストアワー 阿澄佳奈のキミまち!（2017年11月19日、文化放送・超!A&G+）
- A&G ワンダフルサタデー（2018年2月24日、超!A&G+）
- 電人☆ゲッチャ!（2018年6月21日、ニコニコ生放送・Periscope）
- 鷲崎健のアコギFUN!クラブ（2019年2月22日、ニコニコ生放送）
- A&G ワンダフルサタデー（2019年3月23日、超!A&G+）
- 鷲崎健・藤田茜のグレパラジオP（2019年11月7日、音泉）
- A&Gリクエストアワー 阿澄佳奈のキミまち!（2019年12月21日、文化放送・超!A&G+）
- 豊田萌絵のアイドル畑でつかまえて（2020年1月21日・2020年1月28日、超!A&G+）※青木・小松のみ
- A&G ワンダフルサタデー（2020年1月25日、超!A&G+）
- 飛べっ!石飛!（2020年1月26日、超!A&G+・AG-ON Premium）※青木・市川のみ
- 思春期が終わりません!!（2020年1月26日・2020年2月2日、超!A&G+）※青木のみ
- 鷲崎健のヨルナイト×ヨルナイト（2020年1月29日、超!A&G+・ニコニコ生放送）
- 伊福部崇のラジオのラジオ（2020年2月3日・2020年2月10日、超!A&G+）※青木のみ
- A&G ARTIST ZONE YURiKAのTHE CATCH（2020年2月5日、超!A&G+）※青木のみ
- 思春期が終わりません!!放送100回記念スペシャルトークCD発売記念チャンネル生配信（2020年3月8日、ニコニコ生放送）
- 鷲崎健・藤田茜のグレパラジオP（2020年3月12日、音泉）